# Alina Reyes

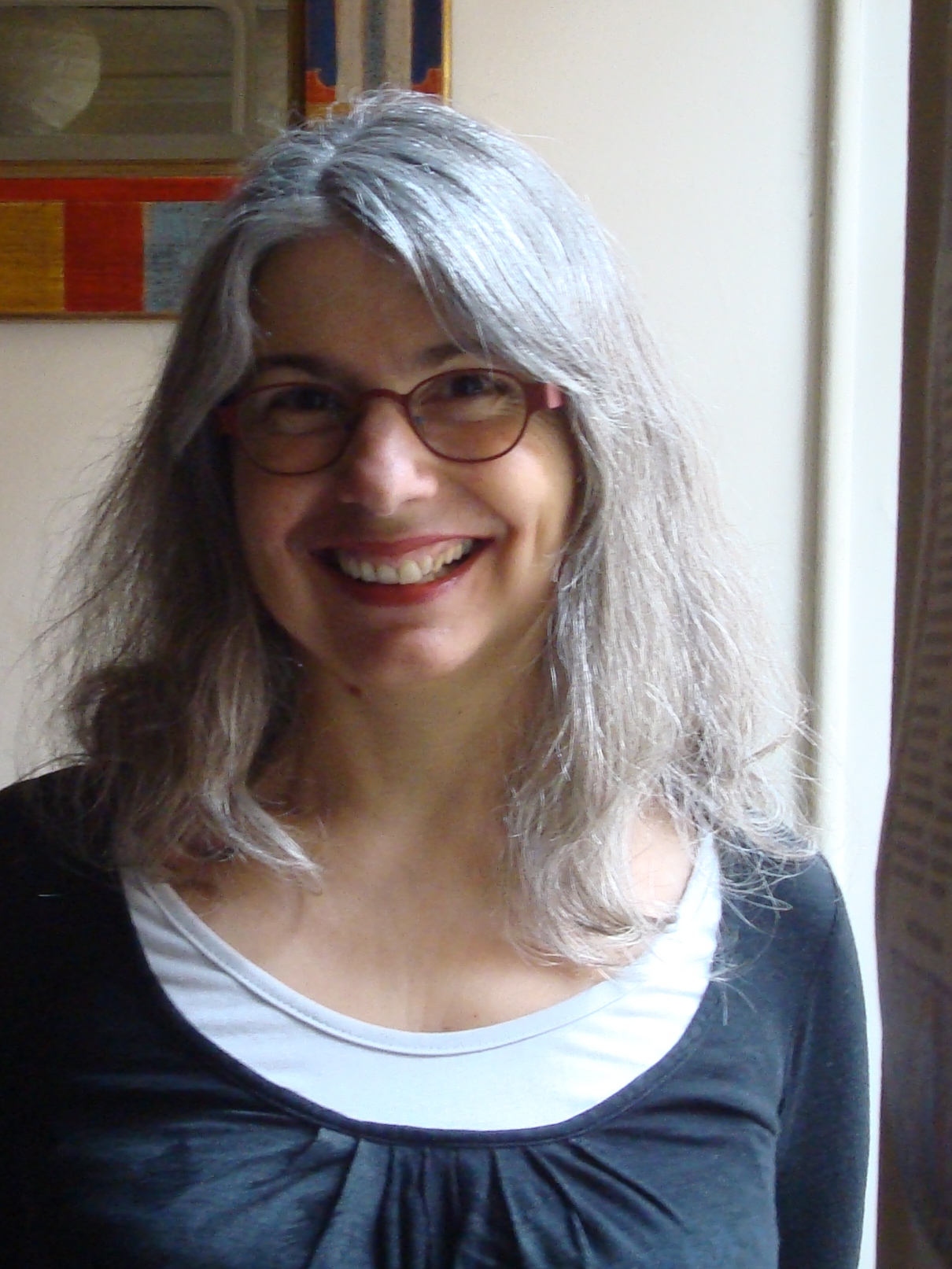
Alina Reyes

Alina Reyes, eigentlich Aline Patricia Nardone (* 9. Februar 1956 in Bruges, Département Gironde) ist eine französische Schriftstellerin. Sie wurde berühmt durch ihre internationalen Bestseller Der Schlachter und Labyrinth des Eros.

## Werke (Auswahl)
- Verlangen und Vergeltung. Erotische Erzählungen. Berliner Taschenbuchverlag, Berlin 2010, ISBN 978-3-8333-0662-4.
- La septième nuit.
  - deutsch: Die siebte Nacht. Goldmann, München 2007, ISBN 978-3-442-46608-5[1]
- Derrière la porte.
  - deutsch: Labyrinth des Eros. Berliner Taschenbuchverlag, Berlin 2008, ISBN 978-3-8333-0380-7[1]
- Le boucher. Roman.
  - deutsch: Verführt. Erzählung. Rowohlt, Reinbek 1989.
  - deutsch: Der Schlachter.
- Le carnet de rose.
  - deutsch: Tagebuch der Lust. Berliner Taschenbuchverlag, Berlin 2008, ISBN 978-3-8333-0526-9[1]
- Lilith. Roman.
  - deutsch: Lilith. VGS Verlag, Köln 2000, ISBN 3-8025-2756-9